# BMX ai I Giochi panamericani giovanili
Le competizioni di BMX ai I Giochi panamericani giovanili si sono svolte dal 25 al 26 novembre a Guadalajara de Buga, in Colombia

## Podi

### Ragazzi
| Evento               | Oro           | Argento                    | Bronzo              |
| Individuale maschile | Mateo Carmona | Samuel Pereira de Oliveira | Juan Camilo Ramírez |

### Ragazze
| Evento                | Oro              | Argento          | Bronzo              |
| Individuale femminile | Agustina Cavalli | Manuela Martínez | Maitê Naves Barreto |